# Митчелл, Джон (географ)
Джон Ми́тчелл (англ. John Mitchell; 1711—1768) — английский колониальный географ, ботаник и врач, создатель самой подробной карты восточной Северной Америки XVIII века.

## Биография

Карта Митчелла

Джон Митчелл родился на территории современной Виргинии 13 апреля 1711 года.
Учился медицине в Эдинбургском университете в Шотландии. С 1735 года работал врачом в небольшом городе Урбанна в Виргинии. В 1746 году из-за болезни Митчелл с семьёй отправился в Лондон.
В 1750—1754 годах Джон создал самую подробную и одну из самых больших карту английских и французских владений в Северной Америке. Эта карта, впоследствии ставшая известной под названием «Карта Митчелла», была использована для определения границ независимых Соединённых Штатов во время Парижского мира 1783 года.
Митчелл скончался 29 февраля 1768 года в Лондоне.

## Некоторые научные работы

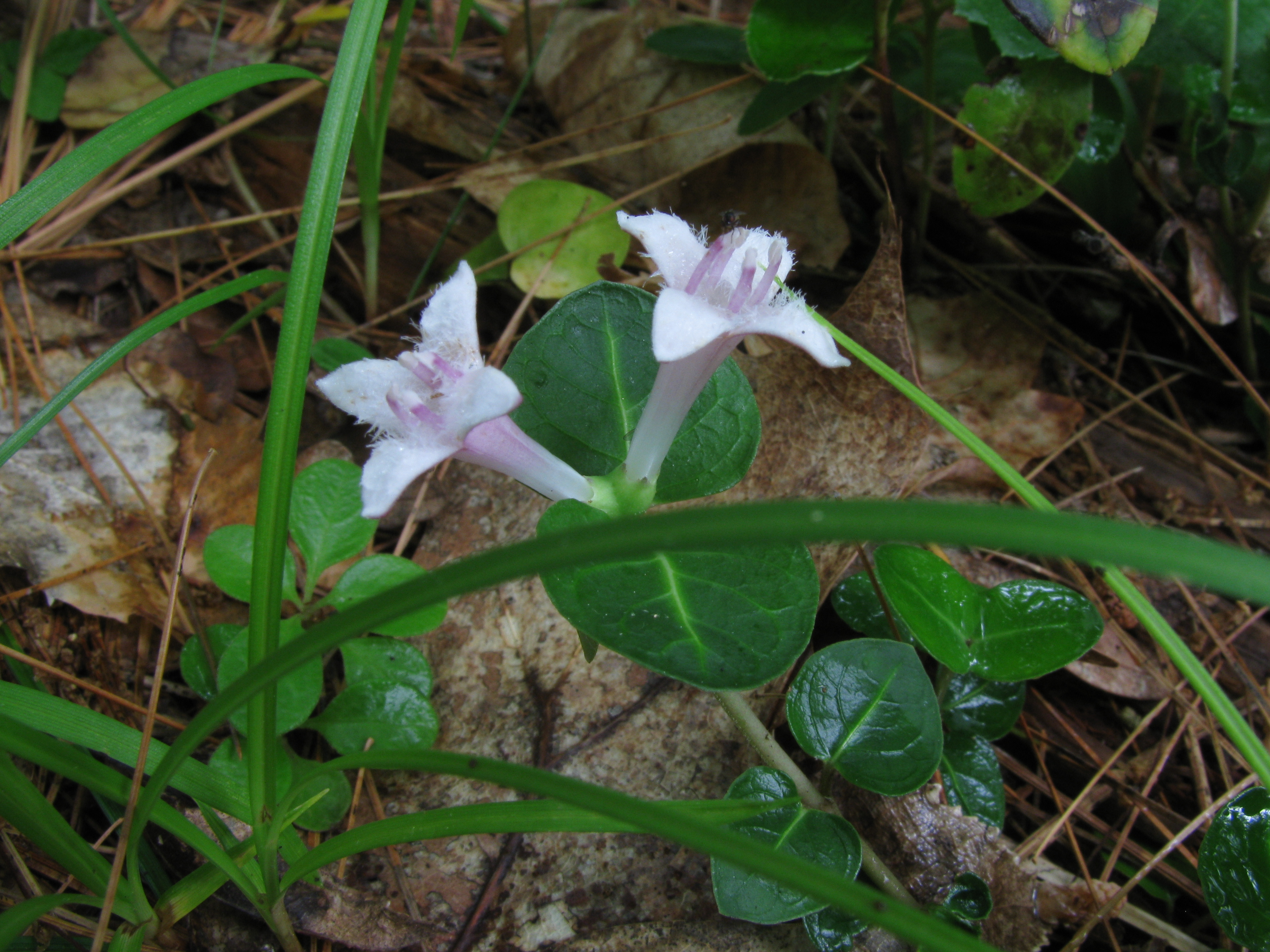
Mitchella repens

- Mitchell, J. (1768). Dissertatio brevis de principiis botanicorum et zoologorum. 37 p.

## Дороги, названные в честь Дж. Митчелла
- Mitchella L., 1753